# Georg Thomalla
Georg Thomalla (ur. 14 lutego 1915 w Katowicach, zm. 25 sierpnia 1999 w Starnbergu) – niemiecki aktor i lektor.

## Życiorys
Był synem urzędnika sądowego Blasiusa Thomalli i jego żony Marii, z domu Damas, zamieszkałych w Kattowitz przy Grünstraße 13. Po plebiscycie na Górnym Śląsku i podziale regionu, rodzina przeniosła się do Opola. Wcześnie stracił rodziców i początkowo uczył się zawodu kucharza, ale potem dołączył do teatru objazdowego jako aktor. W 1932 roku zadebiutował w Dömitz jako służący w operetce „Kraina uśmiechu”. W 1935 roku został zaangażowany przez Teatr na Nollendorfplatz w Berlinie, od 1936 do 1938 roku grał w Stadttheater Gelsenkirchen, a od 1938 do 1939 roku w Reußischen Theater w Gerze. W miesiącach letnich grał na mniejszych scenach, na przykład w 1937 roku na Waldbühne Heessen.
Podczas kręcenia swojej pierwszej roli filmowej w adaptacji literackiej „Jej pierwsze doświadczenie” Josefa von Báky’ego został powołany do Luftwaffe, ale był zwalniany do pracy filmowej i teatralnej. Thomalla nadał wesołe akcenty propagandowym filmom lotniczym Karla Rittera, takim jak „Stukas” (1941). W małych rolach podoficerów, a potem szczególnie w filmie Helmuta Käutnera „Robimy muzykę”, było widać jego talent komediowy. W 1944 roku znalazł się na liście najważniejszych aktorów III Rzeszy Gottbegnadeten-Liste.
Po zakończeniu II wojny światowej występował w latach 1945/46 w Kabarecie Komików, do którego należał jako członek od 1948 do 1956 roku. W Haus am Waldsee oraz w Theater am Kurfürstendamm wcielił się w rolę Pucka w „Śnie nocy letniej” i w 1950 roku w Schlosspark Theater w roli Chlestakowa w „Rewizorze”. Jako aktor filmowy wystąpił w 1951 roku w „Fanfaren der Liebe” u boku Dietera Borsche. Kiedy zachorował Carl Boese, który powierzył mu główną rolę w muzycznej farsie „Bezauberndes Fräulein” (1953), Thomalla po raz jedyny w swojej karierze wyreżyserował film. Obok tego nadal grał w teatrze w Berlinie. Na początku swojej kariery również śpiewał. Na przykład w 1958 roku wystąpił w niemieckim eliminacjach do Konkursu Piosenki Eurowizji.
W latach 50., 60. i na początku lat 70. XX wieku Thomalla był jednym z najważniejszych aktorów niemieckiego filmu komediowego. W dramacie filmowym Fritza Kortnera „Miasto pełne tajemnic” i w romantycznym dramacie Helmuta Käutnera „Niebo bez gwiazd” wyjątkowo grał w poważnych rolach. Jako główny aktor wystąpił w komediach filmowych „Hochwürden drückt ein Auge zu” i „Immer Ärger mit Hochwürden” oraz „Einer spinnt immer”. Obok tego nadal grał w teatrze i odnosił wielkie sukcesy w sztukach bulwarowych Curtha Flatowa napisanych specjalnie dla niego, „Vater einer Tochter” i „Der Mann, der sich nicht traut”.
Początek telewizji jako medium masowego przyniósł przełom jego karierze. Jego serial telewizyjny „Komische Geschichten mit Georg Thomalla” (1961–1971) był jednym z najpopularniejszych programów niemieckiej telewizji. Duży sukces odniósł również wcielając się w tytułową rolę w rodzinnym serialu telewizyjnym „Unser Pauker”, który był emitowany w latach 1965 i 1966 w programie wieczornym ZDF. Również w ZDF od 1982 do 1985 roku emitowano cykl „Ein Abend mit Georg Thomalla”, który miał podobną koncepcję jak „Komische Geschichten”. Po raz ostatni na ekranie Thomalla pojawił się w dramacie pokoleniowym „Lilien auf der Bank” z 1992 roku.

## Aktor dubbingowy
Twórczość filmowa Thomalli obejmuje ponad 120 filmów i jest ponadto związana z dubbingiem wielu gwiazd Hollywood. Był niemieckim głosem Jacka Lemmona, Danny’ego Kaye’a, Petera Sellersa i Boba Hope’a. Thomalla dubbingował Sellersa w większości filmów z serii Inspektor Clouseau oraz Jacka Lemmona między 1955 a 1998 rokiem w 42 filmach. W 1996 roku doszło do spotkania między Lemmonem a Thomallą, kiedy amerykański aktor został uhonorowany Honorowym Złotym Niedźwiedziem za całokształt twórczości podczas Berlinale 1996, a Thomalla wygłosił z tej okazji laudację.
Ponadto Thomalla był niemieckim głosem Czarnoksiężnika z krainy Oz w i użyczył swojego głosu postaci animowanej Jiminy Grille w filmie Disneya „Pinokio” z 1940 roku.

## Życie prywatnie
Georg Thomalla był przez pewien czas związany z aktorką Germaine Damar. Od 1957 roku był żonaty z Margit Mayrl, właścicielką pensjonatu w Bad Gastein (Austria). miał dwóch synów.
Mieszkał w Berlinie-Lichtenrade. Ostatnie lata swojego życia spędził w Monachium-Schwabing na Hohenzollernplatz, a także w Hiszpanii, w Alicante i w Bad Gastein, gdzie został pochowany. Interesował się kwestiami religijnymi i filozofią dalekowschodnią. Od połowy lat 80. był członkiem ruchu Hare Krishna.
W roku 1988 opublikował autobiografię.
Zmarł w wieku 84 lat na skutek zapalenia płuc.